# Giấc mơ thiên đường
Giấc mơ thiên đường (tiếng Hindi: Kumkum Bhagya - कुमकुम भाग्य - Vermillion in my fate; Tiếng Anh: Twist of fate; tạm dịch: Vòng xoáy định mệnh) là một bộ phim truyền hình Ấn Độ được phát sóng từ thứ Hai đến thứ Sáu bắt đầu từ ngày 15/4/2014 trên Zee TV. Tại Việt Nam, bộ phim được phát sóng độc quyền trên kênh VTVcab5 - Echannel lúc 21:00 hằng ngày từ ngày 24/9/2016 đến ngày 8/8/2017 & 21:00 từ thứ 2 đến thứ 6 hàng tuần từ ngày 9/8/2017 đến ngày 8/3/2018. Bộ phim được dựa theo cuốn sách Lý trí và tình cảm của Jane Austen.
Giấc mơ thiên đường kể về câu chuyện tình yêu của một ngôi sao nhạc Rock nổi tiếng Abhi và một cô giảng viên trẻ Pragya. Các nhân vật chính của bộ phim này là những phụ nữ mạnh mẽ, sống cùng nhau trong một gia đình mẫu hệ nữ tính. Bộ phim có sự góp mặt của Sriti Jha, Shabbir Ahluwalia, Mrunal Thakur, Arjit Taneja/Vin Rana. Bộ phim được sản xuất bởi Ekta Kapoor dưới biểu ngữ Balaji Telefilms. Tiếp tục truyền thống của mình, Ekta Kapoor đã đặt tên cho bộ phim bắt đầu bằng chữ "K" vì bà cảm thấy may mắn. Bộ phim do Sameer Kulkarni làm đạo diễn và Ekta Kapoor làm biên kịch.
Bộ phim bắt đầu bằng câu chuyện của hai chị em nhà Arora, Pragya và Bulbul và mẹ của họ, Sarla Arora hy vọng họ sẽ sớm kết hôn, nhưng theo thời gian, câu chuyện chuyển xoay quanh giữa tình yêu của Abhi và Pragya.
Do sự nổi tiếng của Giấc mơ thiên đường, một bộ phim liên quan được đặt tên là Kundali Bhagya, kể về cuộc sống của gia đình Arora và hai em gái của Pragya mà cha cô đã mang họ đi từ nhỏ.

## Nội dung
Giấc mơ thiên đường kể về câu chuyện tình yêu của Abhishek Mehra và Pragya Arora. Sarla Arora, chủ một hậu trường đám cưới, sống với hy vọng được nhìn thấy hai cô con gái của mình kết hôn. Pragya, chị cả, sống thực tế, chăm chỉ và dạy học ở một trường cao đẳng. Bulbul, cô con gái út, đầu óc luôn "lên đến tận chín tầng mây", có một công việc nhưng lại ghét ông chủ của cô là Purab Khanna. Câu chuyện thể hiện cuộc sống của hai chị em và những ước mơ, hi vọng và nguyện vọng của họ. Ban đầu, bộ phim nói về mối tình tay ba giữa Pragya, Bulbul và Suresh. Pragya thích Suresh nhưng anh lại có cảm tình với Bulbul, dẫn đến hôn ước giữa Pragya và Suresh.Phải Hủy Bỏ Đồng thời, Abhishek (Abhi) là một ngôi sao nhạc rock có quan hệ với một siêu mẫu tên là Tanushree (Tanu) và Purab là bạn thân của Abhi, người đã đính hôn với em gái của Abhi là Aliya. Purab và Bulbul ban đầu có một sự thù hận đối với nhau, nhưng tất cả đã biến mất sau khi hai người yêu nhau. Aliya hiểu lầm mối tình của mình với Purab rằng anh ấy yêu Pragya. Cuối cùng, Tanu, Aliya và Abhi lên kế hoạch để Abhi cưới Pragya, Nhằm Hành Hạ Trả Thù Cô. Sau đám cưới, Pragya nhận ra mọi chuyện. Để bảo vệ em gái,cô thừa nhận mình thật sự có mối quan hệ với Purab và yêu cầu Bulbul quên Purab,Bulbul đồng ý.
Purab đồng ý kết hôn với Aliya khi đã biết hết mọi chuyện. Nhưng anh không thể nào quên Bulbul. Anh đã trốn khỏi đám cưới của mình với Aliya để kết hôn với Bulbul. Bulbul tiết lộ với Abhi rằng cô là cô gái mà Purab yêu, để đưa cô thoát khỏi sự đau khổ. Một mối quan hệ phức tạp xuất hiện trong cuộc sống của mọi người. Aliya và Tanu lên kế hoạch chống lại Pragya nhưng kế hoạch của họ thất bại và đưa Abhi và Pragya đến gần nhau hơn, dẫn đến tình yêu của họ bắt đầu nảy nở. Abhi biết ý địhh thật sự của Aliya và Tanu, tát Aliya vì những hành động sai trái của cô, dẫn đến sự hận thù của cô dành cho anh trai mình. Abhi cuối cùng cũng đã cải thiện mối quan hệ với Purab và Bulbul. Mặt khác, Tanu vô tình mang thai sau một đêm với một người đàn ông tên là Nikhil.Cô đã làm một bản xét nghiệm DNA giả mạo để chứng minh rằng Abhi là cha của đứa bé để đưa anh trở lại cuộc sống của cô,dẫn đến việc ly hôn giữa Abhi và Pragya.Tanu được sự trợ giúp của Nikhil,người mong muốn có được số tài sản của Abhi.Aliya muốn trả thù anh trai là Abhi và em họ của Abhi,Raj đổ lỗi cho anh vì sự bất hạnh của mình.Pragya nghe lỏm được cuộc nói chuyện giữa Aliya và Tanu,nhưng trước khi kịp nói với Abhi,cô bị tai nạn và được thông báo là đã chết.
Sau một tháng,Pragya trở lại với vẻ bề ngoài táo bạo và kiêu ngạo,cô có một động cơ mới để tiết lộ kẻ thù của mình và nhận Abhi trở lại.Trong một đền thờ, Bulbul và Purab đã kết hôn,nơi một chuỗi tình yêu và ghen tuông bắt đầu giữa Bulbul,Purab và Aliya.Hơn nữa, để cứu chị gái khỏi Aliya,Bulbul đã liều mạng và chết.Một Pragya điên cuồng cuối cùng đã tiết lộ sự thật về Aliya, người đã bị trục xuất khỏi gia đình.Nhờ sự trợ giúp của Pragya,Raj, người hiểu lầm về Abhi đã được hoàn lương bởi và biến mối quan hệ tích cực thành phức tạp của mình với vợ Mitali vì cô phải chịu trách nhiệm về những vấn đề của chồng mình. Pragya cuối cùng đã phát hiện ra mối quan hệ của Tanu và Nikhil, quyết định để lộ Tanu, nhưng tuy nhiên không làm được như vậy, nhưng Tanu đã sẩy thai trong một tai nạn và đổ lỗi cho Pragya. Đối mặt với sự giận dữ của Abhi, Pragya vẫn chứng tỏ rằng mình đúng và cuối cùng đã tiết lộ sự thật về Tanu, đã lấy lại niềm tin của mình. Hai người trở lại với nhau trong dinh thự của Abhi tại Lonavla, sau đó Abhi mất trí nhớ trong một vụ tai nạn xe hơi đáng ra Pragya phải là người lái chiếc xe đó, bị mất trí nhớ và quên mất hai năm rưỡi trong đời, bao gồm cả Pragya.Vì sự an toàn của Abhi, Pragya đã quyết định rời bỏ anh, tuy nhiên cô không ly dị với anh.
Chương trình nối tiếp câu chuyện của hai tháng sau và tiếp tục với Pragya khi nghe mẹ cô nói rằng bà đã mất hậu trường đám cưới Kumkum Bhagya.Quyết tâm giúp đỡ gia đình, cô đăng ký làm nhân viên tiếp tân tại công ty Love Life Music, nơi cô gặp Abhi đến để ghi âm album mới của anh. Từ đó họ dần dần trở thành bạn bè, nơi Abhi thuê cô làm trợ lý của mình.Pragya lấy tên Nikita.Aliya đã lợi dụng việc mất trí nhớ của Abhi và muốn Abhi kết hôn với Tanu để ngăn anh ta đến với Pragya. Abhi và Pragya có một mối quan hệ ông chủ và nhân viên nảy nở thành một cái gì đó nhiều hơn tình bạn và Abhi thấy Pragya là người bạn tốt nhất của mình và thậm chí là một cái gì đó nhiều hơn nữa. Sau nhiều âm mưu, Pragya thách đấu Aliya và Tanu rằng cô sẽ mang lại trí nhớ của Abhi trước khi cưới với Tanu, cô được Dadi và Purab hỗ trợ. Abhi hồi tưởng một số cảnh không rõ ràng về quá khứ của mình trong giấc mơ của mình. Purab giúp Abhi nhận ra tình cảm của mình cho Pragya. Sau đó, anh ta thú nhận tình yêu của mình với Pragya và cô cũng thú nhận tình yêu của mình với anh ấy.Nhưng họ không biết, mẹ của Tanu đã nghe mọi thứ. Bà gọi cho Abhi và nói dối anh rằng cô đang ở giai đoạn cuối cùng của ung thư tuyến tụy và có thể chết bất cứ lúc nào và ước muốn cuối cùng của bà là thấy con gái bà-Tanu-lập gia đình. Abhi quyết định kết hôn với Tanu, làm tan nát trái tim của Pragya.Pragya bỏ đi về nhà và quyết định không đến dự đám cưới. Tuy nhiên, Dadi đến và thuyết phục cô nói rằng bà có một kế hoạch.Bà nói với Pragya bà muốn trao đổi cô và Tanu để cô có thể kết hôn với Abhi. Pragya đồng ý.
Để thực hiện, Purab đánh thuốc mê Tanu. Khi trên đường đến đám cưới, Nikhil phát hiện ra rằng đó là Pragya, chứ không phải Tanu và bắt cóc cô trong khi anh ta cố gắng để Tanu lấy lại ý thức với sự giúp đỡ của Aliya. Vì vậy, Tanu đến đám cưới để lấy Abhi khi Nikhil quyết định bắt cóc và đưa Pragya đi. Tuy nhiên Sarla đã chứng kiến vụ bắt cóc con gái mình và bị Nikhil đánh vào đầu đến bất tỉnh khi bà cố gắng ngăn chặn họ. Họ đưa Pragya ra khỏi nơi Janki đưa Sarla đến bệnh viện.
Trong khi đó khi Abhi và Tanu chuẩn bị đi 7 vòng, Tanu trượt chân và khăn che mặt của cô rơi xuống. Dadi, Dasi và Purab nhận ra rằng đó không phải Pragya đang cưới Abhi và lo lắng không có cách nào để ngăn đám cưới. Pragya khóc ở nơi bị bắt cóc khi chồng cô chuẩn bị kết hôn với một người phụ nữ khác và cô không thể làm gì được nhưng may mắn thay, Sarla đã kịp thời đến nhà Mehra khi Abhi và Tanu đi vòng cuối cùng,để thông báo rằng Tanu bắt cóc con gái cô. Abhi rời khỏi đám cưới ngay lập tức để giải cứu Pragya.Tanu tức giận và yêu cầu Nikhil giết Pragya, nhưng Pragya thoát khỏi bọn bắt cóc.

## Phân vai

### Vai chính
- Sriti Jha vai Pragya Arora/Pragya Abhishek Mehra/Nikita Arora, chị gái của Bulbul, vợ Abhishek (2014-)/Munni (2017-)
- Shabbir Ahluwalia vai Abhishek (Abhi) Prem Mehra, anh trai Aliya, chồng Pragya (2014–)
- Vin Rana vai Purab Khanna,chồng của Disha,chồng cũ của Bulbul,bạn Abhishek(2016–)
- Ruchi Savarn vai Disha Purab Khanna (2017–)

### Vai phụ
- Shikha Singh vai Aliya Prem Mehra,em gái Abhishek (2014–)
- Leena Jumani vai Tanushree (Tanu) Mehta,bạn gái Nikhil (2014–)
- Daljeet Soundh vai Daljeet Mehra "Dadi", bà nội Abhishek (2014–)
- Supriya Shukla vai Sarla Arora, mẹ Pragya và Bulbul (2014–)
- Madhu Raja vai Daljeet Arora (2014–)
- Zareena Roshan Khan vai Indu Suri hoặc Daasi (2014–)
- Ajay Trehan vai Ajay Mehra "Tauji", chú Abhishek, chồng Pammi,bố Raj(2014–)
- Shivani Soopuri vai Pammi Ajay Mehra "Taiji", thím Abhishek,vợ Ajay,mẹ Raj (2014–)
- Anurag Sharma vai Raj Ajay Mehra, em họ Abhishel,chồng Mitali,con trai Ajay-Pammi (2014–)
- Swati Anand vai Mitali Raj Mehra, vợ Raj,con dâu Ajay-Pammi(2014–)
- Bobby Khanna vai Mr. Mehta, bố Tanu (2015–)
- Roma Lavani vai Mrs. Mehta, mẹ Tanu (2015–)
- Rujut Dahiya vai Nikhil Sood, bạn trai Tanu (2017–)
- Sarhaan Singh vai Sangram Singh

### Từng tham gia
- Arjit Taneja vai Purab Khanna (2014–16)
- Mrunal Thakur/Kajol Srivastava vai Bulbul Purab Khanna (Đã mất)(2014–16)
- Madhurima Tuli as Tanushree (Tanu) Mehta (2014)
- Vijay Kashyap vai Raghuveer Arora, bố của Pragya và Bulbul, chồng cũ của Sarla (2017)
- Charu Mehra vai Purvi (2014–15)
- Amit Dhawan vai Raj Ajay Mehra (2014)
- Samiksha Bhatnagar vai Mitali Raj Mehra (2014)
- Ankit Mohan vai Aakash Ajay Mehra (2014–16)
- Aditi Rathore vai Rachna Aakash Mehra (2014–16)
- Faisal Rashid vai Suresh Srivastav (2014–15)
- Neha Bam vai Bà Khanna (2014–15)
- Neel Motwani vai Neel Thakur (2014–15)
- Nikhil Arya vai Nikhil Sood (2015–16)
- Shubham Garg vai Raj (2015)
- Gagan vai Champak Trivedi (2016)

### Khách mời
- Sushant Singh Rajput
- Salman Khan
- Sonam Kapoor
- Varun Dhawan
- Shahrukh Khan
- Kriti Sanon
- Kajol
- Shraddha Kapoor
- Siddharth Malhotra
- Krystle D'Souza
- Karishma Tanna
- Pratyusha Banerjee
- Asha Negi
- Mouni Roy
- Rithvik Dhanjani
- Amruta Khanvilkar
- Nia Sharma
- Arjun Kapoor